# Petre Dumitrescu
Petre Dumitrescu (Dobridor, 18 de fevereiro de 1882 - Bucareste, 15 de janeiro de 1950) foi um general romeno, que durante Segunda Guerra Mundial comandou o 3.º Exército romeno em sua campanha contra a União Soviética ao lado das forças alemães, durante a invasão e ocupação da União Soviética.

## Biografia

### Início de Carreira
Dumitrescu começou seu treinamento militar em 1901, na Escola de Oficiais de Engenharia e Artilharia e formou-se em 1903 como segundo-tenente. Foi promovido a primeiro-tenente em 1906 e a capitão cinco anos depois, quando foi admitido na academia militar em Bucareste, formando-se em 1913, aos 31 anos.
Quando a I Guerra Mundial começou, Dumitrescu era major. Após o conflito, ele foi subindo cada vez mais alto na hierarquia militar romena, promovido a tenente-coronel em 1920, brigadeiro em 1930 e major-general em 1937. Entre este ano e o início da II Guerra Mundial, foi designado como adido militar em Paris e Bruxelas e após voltar à Romênia, ao fim do período de serviço no estrangeiro, lhe foi confiado o comando do 1.º Exército.

### II Guerra Mundial
Em 25 de março de 1941, poucos meses antes da invasão da União Soviética pelas forças do Eixo, ele recebeu o comando do 3º exército, posto que manteria até o fim da guerra. No início, suas forças atuando como flancos dos exércitos nazistas e sendo cobertas por elas, ele retomou antigo território romeno ocupado por tropas soviéticas desde junho do ano anterior, avançando pela Bessarábia, chegando ao rio Dniester.
Após Adolf Hitler convencer o líder romeno Ion Antonescu a continuar a guerra além das fronteiras romenas recuperadas, Dumitrescu liderou o avanço de suas tropas até à Crimeia, tomando parte na Batalha do Mar de Azov. Em 10 de outubro, o 3.º Exército havia marchado 1700 km desde a Romênia e lutado quatro grandes batalhas. Neste período, suas tropas haviam feito 15.565 prisioneiros de guerra, 149 tanques, 128 peças de artilharia, sofrendo cerca de 10.500 baixas, dos quais 2.555 mortos.
Por seus esforços na Operação Barbarossa, Dumitrescu recebeu a Cruz de Cavaleiro da Cruz de Ferro, o segundo romeno a recebê-la após o presidente Antonescu e a Ordem de Miguel, o Valente, maior condecoração militar de seu país. Em 18 de julho de 1942, foi promovido a general-de-exército, tornando-se o segundo em comando na Romênia após Antonescu. Pouco depois de sua promoção, ele e suas tropas avançaram pela Península de Taman, entre o Mar de Azov e o Mar Negro, criando uma ponte vital entre as forças do Eixo na Europa e aquelas avançadas profundamente na URSS.

### Começo do fim
As forças alemães em Stalingrado se encontravam em desesperada necessidade de reforços e o alto-comando alemão transferiu muitas das tropas de Dumitrescu para a cidade sitiada, deixando a 3º Exército, agora com muito menos soldados, para defender uma vasta frente de combate. A situação foi um pouco remediada com a decisão, em seguida,  de transferir todas as forças romenas no sudoeste da URSS para o 3º Exército.
Entretanto, o alto-comando ignorou os insistentes pedidos de Dumitrescu de reforços, que avisava do crescimento das massas soviéticas a sudoeste. Em novembro de 1942 o Exército Vermelho lançou uma ofensiva devastadora, rompendo a linha de frente romena e obrigando o 3º Exército a bater em retirada. Durante algum tempo, os romenos conseguiram resistir ao longo do rio Chir, até as tropas soviéticas os empurrarem definitivamente para trás. Em novembro de 1943, a ordem era de uma retirada estratégica geral para oeste.

### Fim da guerra
Após a derrota na Batalha da Romênia, em agosto de 1944, o plano de Dumitrescu era o de recuar até Bucareste evitando as forças soviéticas ao longo do caminho, mas foram encurralados pelos vermelhos. Quando o que sobrou do seu exército chegou a Bucareste, os soviéticos já haviam capturado 130 mil soldados romenos. Neste momento, entretanto, a Romênia já havia deposto Antonescu e se voltado contra a Alemanha nazista e Dumitrescu entrou na capital trazendo consigo mais de 6 mil prisioneiros de guerra alemães.
O general Dumitrescu foi preso acusado de crimes de guerra pelo governo comunista formado no país, mas foi absolvido pouco tempo depois por falta de evidências. Morreu de causas naturais em 1950, na sua casa na capital romena.

### Prêmios e condecorações
- Cruz de Ferro
  - 2ª Classe (28 de julho de 1941)[1]
  - 1ª Classe (12 de agosto de 1941)[1]
- Ordem de Miguel
  - 3ª Classe (17 de outubro de 1941)[2]
  - 2ª Classe (19 de fevereiro de 1944)[2]
- Cruz de Cavaleiro da Cruz de Ferro (1 de setembro de 1942)[2]
- Cruz de Cavaleiro da Cruz de Ferro com Folhas de Carvalho (4 de abril de 1944)[2]
- Mencionado duas vezes no Wehrmachtbericht (11 de outubro de 1941, 12 de outubro de 1941)